# ジョセファン・ペラダン

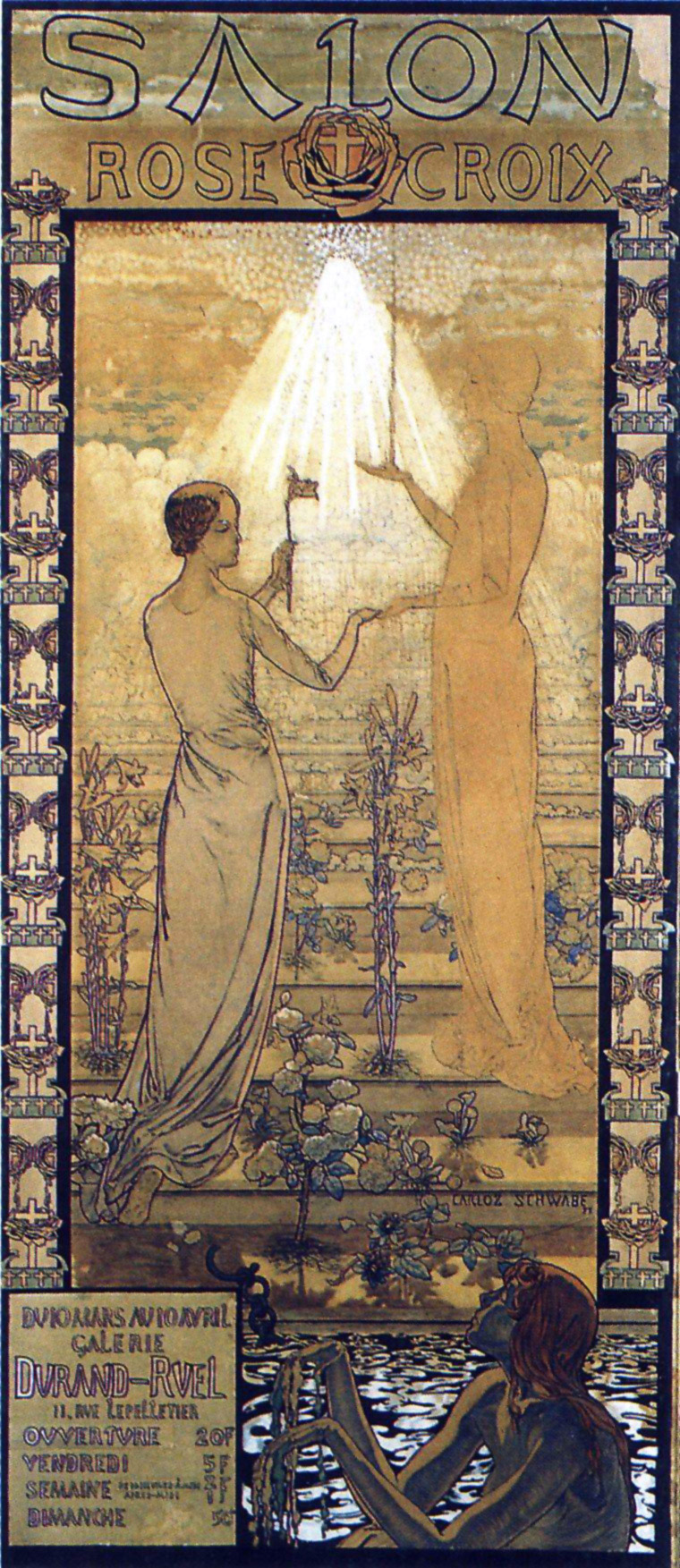
1892年の「薔薇十字サロン」のポスター

ジョゼファン・ペラダン（Joséphin Péladan、本名 Joseph Péladan、1858年3月28日 - 1918年6月27日）はフランスの作家で、神秘主義者である。オカルティストのスタニスラス・ド・ガイタとともに、1888年にパリで「薔薇十字カバラ団」(Ordre Kabbalistique de la Rose-Croix)を結成し、1890年にガイタと別れ「カトリック薔薇十字団」(Ordre de la Rose-Croix Catholique) を結成した。1892年に象徴主義の画家、彫刻家たちと「薔薇十字サロン」（Salon de la Rose + Croix）を開いた。サール・ペラダン(Sâr Péladan)とも称した。

## 生涯
リヨンの伝統的なカトリック教徒の家に生まれた。父親は教師で、カトリックと君主主義の雑誌を発行していた。兄のアドリアンはホメオパシーやカバラ、オリエンタリズムに強い関心を持っていた。兄は1885年に亡くなり、兄の集めた多くの書物はジョセファン・ペラダンに譲られた。
パリの銀行に短期間務めた後、イタリアへ旅し、ローマとフィレンツェを訪れ、レオナルド・ダ・ヴィンチらの作品を研究、後年ダ・ヴィンチについての著書も出版した。1882年にパリにでて、作家で編集者のアルセーヌ・ウーセイに認められて、美術雑誌「 L'Artiste」の仕事をし、1884年に古代の魔法を扱った最初の短編小説「 Le vice suprême 」を発表し、大衆から人気を得た。この小説を読んだスタニスラス・ド・ガイタが魔術や薔薇十字団に興味を持ち、1884年にパリで、ガイタとペラダンは会った。
1888年にガイタと「薔薇十字カバラ団」(Ordre Kabbalistique de la Rose-Croix)を結成した。ガイタの思想、行動に対する反対からペラダンは1890年にカトリック薔薇十字団」(Ordre de la Rose-Croix Catholique) を結成し、1892年にパリのデュラン=リュエル画廊で美術展、「薔薇十字サロン」（Salon de la Rose + Croix）をオーガナイズした。この第1回の「薔薇十字サロン」は多くの観客を集めた。 展覧会は1897年まで毎年開催され、エミール・ベルナール、アントワーヌ・ブールデル、ジャン・デルヴィル、エミール・ファブリ、フェルディナント・ホドラー、フェルナン・クノップフ、ジョルジュ・ミンヌといった画家、彫刻家が参加した。1897年に展覧会の開催パーティーで展覧会の終了を宣言した。
2番目の妻、Christiane Taylorへの配慮もあって、その後は神秘主義への活動は放棄した。

## 著書（一部）
- 『美学序説；理念と形態』≪Introduction à l'Esthétique≫ (1907)
  - 『美学序説；理念と形態』五井亮介訳　（デザインエッグ社　2024年） ISBN 4815045402
- Le Vice suprême, (deutsch: Das höchste Laster), erster Band von La Décadence Latine,Roman 1884
- Curieuse, 1885
- L'Initiation sentimentale, 1887
- Isthar, 1888
- Comment on devient mage, 1891
- Babylone, tragédie, 1895
- Le Prince de Byzance, tragédie, 1896
- Œdipe et le Sphinx, tragédie en prose, 1903
- Sémiramis, tragédie en prose, 1904
- La Dernière Leçon de Léonard de Vinci, essai, 1904
- De Parsifal à don Quichotte, essai, 1906